# Jonas Edman
Jonas Inge Rikard Edman (ur. 4 marca 1967) – szwedzki strzelec sportowy. Złoty medalista olimpijski z Sydney.
Specjalizował się w karabinku małokalibrowym i dowolnym. Brał udział w dwóch igrzyskach (IO 00, IO 04). W 2000 triumfował w strzelaniu z pozycji leżącej na dystansie 50 metrów. Był mistrzem świata w 1998, medalistą mistrzostw Europy oraz mistrzem kraju.